# Гвоздена круна Лангобарда
Гвоздена круна Лангобарда је реликвија и најстарија европска краљевска инсигнија. Данас се налази у катедрали у Монци близу Милана, главог града Ломбардије.
Добила је име по гвозденој траци широкој један центиметар која се налази са унутрашње стране и за коју легенда каже да је искована од једног од ексера којима је пробијен Христ на распећу.
Спољашњи обруч је направљен од шест квадрата од кованог злата спојених шаркама и украшених драгим камењем у облику цветова и крстова.
Према једној од многобројних легенди, тај ексер је Константину I даровала његова мајка Јелена, а овај га је по некима претопио у шлем и коњску оперему, по другима да их је закопао испод свог кипа на цариградском Константиново форуму, а по трећима да је том истом кипу додао круну направљену од тих истих ексера. Такође постоје неслагања око броја ексера које је Јелена нашла. 
Не зна се са сигурношћу како је круна доспела у руке лангобардских краљева, германских освајача северног дела Италије. По некима, круну је лангобардском граду Монци поклонила краљица Теодолинда, лангобардска краљица из 7 века, која је уједно и подигла катедралу у којој се она данас налази. У сваком случају, гвоздена круна је постала симбол Лангобардске краљевине и касније средњовековне краљевине Италије.

Од 9. до 19. века краљеви Италије су уједно били и цареви Светог римског царства, тако да су многе од њих крунисале папе гвозденом лангобардском круном у Павији, формалној престоници царства. Први краљ који је понео ову круну био је Карло Велики, краљ Франачке краљевине и први цар Светог римског царства. Ова традиција је била прекинута током векова до 1530, када ју је обновио Карло V, који је пренео круну у Болоњу. Последњи владари који су крунисани овом круном били су Наполеон I (1805) и Фердинанд I од Аустрије (1838).